# جوستين فون ليند
جوستين فون ليند (بالألمانية: Justin von Linde)‏ هو سياسي ألماني، ولد في 7 أغسطس 1797 في ألمانيا، وتوفي بنفس المكان في 8 يونيو 1870. انتخب عضو برلمان فرانكفورت.